# Ponte di Piave
Ponte di Piave är en ort och kommun i provinsen Treviso i regionen Veneto i Italien. Kommunen hade 8 341 invånare (2018).